# William Butler
William Butler (ur. 1968) – amerykański aktor, reżyser, scenarzysta, producent i charakteryzator filmowy oraz twórca efektów specjalnych. 
Przez pięć lat mieszkał z aktorem Viggo Mortensenem i jego ówczesną żoną, Exene Cervenką. W 2001 roku pisał scenariusze do programów na ABC Family, które następnie produkował i reżyserował. Od 2004 r. pracuje w telewizji komercyjnej w Los Angeles.

## Filmografia

### Aktor
- 2008: Dead Country (w produkcji) jako narrator
- 2000: Lost in the Pershing Point Hotel jako Irwin
- 2000: Mój przyjaciel, Skip (My Dog Skip) jako Barney (w czołówce jako Bill Butler)
- 2000: Mothman jako Dave
- 1999: Power Rangers: Zagubiona galaktyka (Power Rangers Lost Galaxy) jako Crumummy
- 1999: Beverly Hills, 90210 jako dr Michaels
- 1997: Power Rangers Turbo jako maniakalny mechanik
- 1997: Leather Jacket Love Story jako Julian
- 1996: Heavenzapoppin'!
- 1994: Watchers III jako Tom (poza czołówką)
- 1992: Spellcaster jako Billy
- 1991: Wewnętrzne sanktuarium (Inner Sanctum) jako Jeff Seigel
- 1990: Noc żywych trupów (Night of the Living Dead) jako Tom
- 1990: Pogrzebani żywcem (Buried Alive) jako Tim (w czołówce jako Bill Butler)
- 1990: Teksańska masakra piłą mechaniczną III (Leatherface: Texas Chainsaw Massacre III) jako Ryan
- 1990: Night of the Cyclone jako gliniarz #2
- 1989: Koszmary Freddy’ego (Freddy’s Nightmares) jako Trenton
- 1989: Arena jako Skull
- 1988: Lady Avenger jako Kevin (w czołówce jako Bill Butler)
- 1988: Piątek, trzynastego VII: Nowa krew (Friday the 13th Part VII: The New Blood) jako Michael
- 1987: Ghoulies II jako Merle
- 1987: Terror Night jako Chip (w czołówce jako William C. Butler)
- 1987: Stay Tuned for Murder jako sierżant (w czołówce jako Bill Butler)
- 1986: Under Siege (w czołówce jako Bill Butler)

### Reżyser
- 2006: Furnace
- 2004: Costume Party Capers: The Incredibles
- 2004: Madhouse
- 2002: Power Rangers Wild Force
- 2000: Power Rangers Lightspeed Rescue
- 1995: Black Velvet Pantsuit

### Scenarzysta
- 2006: Furnace
- 2005: Return of the Living Dead: Rave to the Grave
- 2005: Return of the Living Dead: Necropolis
- 2004: Costume Party Capers: The Incredibles
- 2004: Madhouse
- 1995: Black Velvet Pantsuit

### Producent
- 2004: Costume Party Capers: The Incredibles

### Efekty specjalne
- 1998: Mali żołnierze (Small Soldiers)
- 1998: I Got the Hook Up
- 1997: Turbo: A Power Rangers Movie
- 1995: Wioska przeklętych (Village of the Damned)
- 1994: Flintstonowie (The Flintstones)
- 1993: Człowiek demolka (Demolition Man)
- 1993: SeaQuest (SeaQuest DSV)
- 1992: Spellcaster
- 1989: Journey to the Center of the Earth
- 1988: Catacombs (w czołówce jako Bill Butler)
- 1988: Cellar Dweller (w czołówce jako Bill Butler)
- 1987: Ghoulies II
- 1987: The Garbage Pail Kids Movie
- 1987: The Caller (w czołówce jako Bill Butler)
- 1986: From Beyond
- 1986: Eliminators (w czołówce jako Bill Butler)

### Charakteryzator
- 1996: Od zmierzchu do świtu (From Dusk Till Down) (poza czołówką)
- 1992: Armia ciemności (Army of Darkness)
- 1990: Pogrzebani żywcem (Buried Alive) (w czołówce jako Bill Butler)
- 1989: Amerykański ninja 3 (American Ninja 3: Blood Hunt) (w czołówce jako Bill Butler)
- 1988: Prison (w czołówce jako Bill Butler)
- 1987: Allan Quatermain i zaginione miasto złota (Allan Quatermain and the Lost City of Gold)